# Mehdi Charef

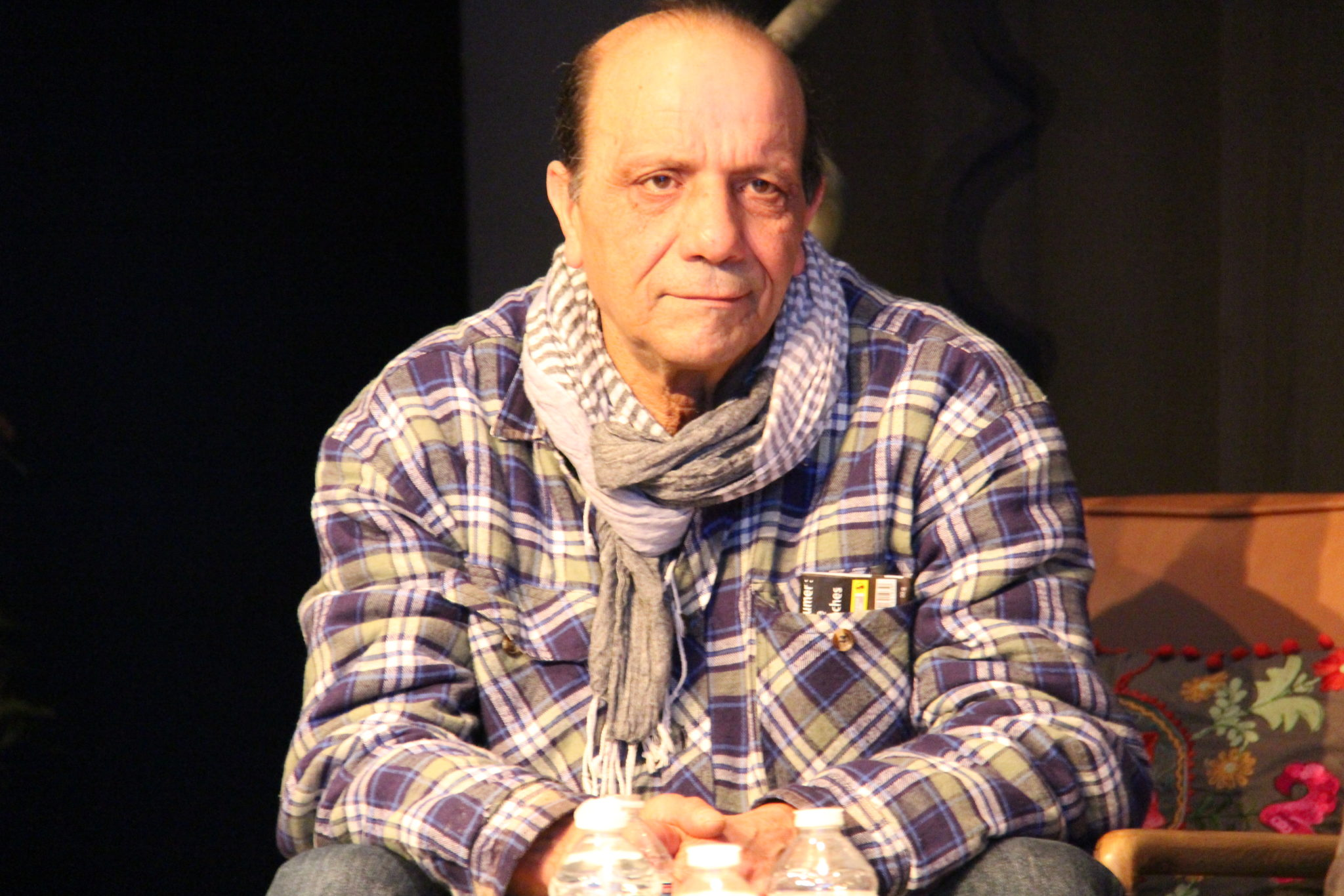
Mehdi Charef, 2018

Mehdi Charef (* 21. Oktober 1952 in Maghnia, Algerien) ist ein in Frankreich lebender Schriftsteller, Filmregisseur und Bühnenautor algerischer Herkunft.

## Leben
Charef kam im Alter von zehn Jahren nach Frankreich, wo er in verschiedenen Städten und auch in den Slums des Pariser Ballungsraums lebte. Von 1970 bis 1983 arbeitete er als Scherenschleifer in einer Fabrik. Zum Film kam er, als ihn Costa-Gavras dazu riet, seinen Roman Le Thé au harem d’Archi Ahmed zu verfilmen. 2005 schrieb er sein erstes Theaterstück mit dem Titel 1962, das vom Ende des Algerienkriegs handelt.

## Auszeichnungen
Für seine Filme war er mehrfach preisnominiert. Für Tee im Harem des Archimedes wurde er bei den Internationalen Filmfestspielen von Cannes 1985 mit dem Preis der Jugend ausgezeichnet, erhielt im gleichen Jahr den Jean-Vigo-Preis und 1986 den französischen César in der Kategorie Bestes Erstlingswerk. Mit Ein Tag und eine Nacht war er bei den Internationalen Filmfestspielen von Cannes 1992 für die Goldene Palme nominiert, erhielt dann den Preis der Ökumenischen Jury. 2002 bekam er beim International Festival of Love Films in Mons den Kodak-Award für Die Tochter von Keltoum.

## Bibliografie
- 1983: Le Thé au harem d’Archi Ahmed. Mercure de France, Paris.
  - 1986 deutsch von Christel Kauder: Tee im Harem des Archimedes. Beck & Glückler Verlag, Freiburg im Breisgau.
- 1989: Le Harki de Mériem.
  - 1991 deutsch von Christel Kauder: Harki. Beck & Glückler Verlag, Freiburg im Breisgau.
- 1999: La Maison d’Alexina.
- 2006: A bras le cœur.

## Filmografie
- 1985: Tee im Harem des Archimedes (Le Thé au harem d'Archimède)
- 1987: Miss Mona – Regie und Drehbuch
- 1988: Versteckte Leidenschaft – Camomille (Camomille)
- 1992: Ein Tag und eine Nacht (Au pays des Juliets)
- 1995: Frei wie ein Vogel (Pigeon vole, Fernsehfilm)
- 1999: Lernen zu Leben (La Maison d’Alexina, Fernsehfilm)
- 2000: Marie-Line
- 2001: Die Tochter von Keltoum (La Fille de Keltoum)
- 2005: Alle Kinder dieser Welt (All the Invisible Children, Segment Tanza)
- 2007: Cartouches gauloises
- 2015: Graziella